# Levriero Banjara
Il Banjara Hound o levriero Banjara, noto anche come Vanjari Hound, è una razza di cane nativa dell'India.
Si tratta di un cane tipo levriero allevato e utilizzato per la caccia a Banjara di Maharashtra.
Il Banjara Hound è una razza di levriero con pelo ruvido di solito tigrato o tinta unita, assomiglia a un grande Saluki, in piedi circa 28 in (71 cm), ed è famoso per la sua resistenza e capacità di abbattere i cervi.